# Мю Жертвенника e
Мю Жертвенника e (Mu Arae e, μ Ara e, HD 160691 e, Санчо) — газовый гигант, расположенный в планетарной системе солнцеподобной звезды Мю Жертвенника. Открыт методом доплеровской спектроскопии 13 июня 2002 года. Масса составляет не менее 1,8 масс Юпитера. Период обращения 11,5 лет, большая полуось 5,235 а. е.